# Campidoglio (Torino)
Campidoglio (Camp-ëd-Dòj in piemontese) è un quartiere a ovest di Torino, oggi a carattere prettamente residenziale, sito nella Circoscrizione 4, esattamente a cavallo tra i quartieri Parella e San Donato.

La zona è delimitata : 
- a ovest, da Corso Lecce e via Zumaglia (confine con Parella)
- a est, da Corso Alessandro Tassoni (confine con San Donato)
- a nord, da Corso Regina Margherita (confine con Lucento e San Donato)
- a sud, dal tratto di Corso Francia tra Piazza Rivoli e Piazza Gian Lorenzo Bernini (confine con Cit Turin)

## Storia
L'origine del toponimo non è chiara. Un'ipotesi può riferirsi al piccolo rilievo collinare in cui si trova, che potrebbe aver suggerito il nome traendo spunto dal più noto Campidoglio di Roma. Tuttavia, essendo questa in origine una vasta area rurale fuori dalla cinta muraria cittadina, un'altra ipotesi più verosimile sarebbe quella relativa alla denominazione di alcuni terreni, ovvero dei "campi", di proprietà della famiglia Doglio, probabile prediale del XIV secolo.
Vero è che tale toponimo, in passato, fu poco utilizzato e probabilmente soltanto per distinguere questa zona sia dalla vicina borgata Parella, sia dall'antico borgo del Martinetto, oggi quartiere San Donato, nome dato a causa dei martinetti idraulici per il pompaggio dell'acqua dal vecchio canale Ceronda (oggi inesistente), usato per i vecchi mulini Feyles che si trovavano nell'attuale sito di Corso Tassoni, 56.

Specialmente nel XVI secolo, fu utilizzato, sebbene poco frequentemente, anche il nome di "San Rocchetto", quindi anche di "Barriera di San Rocchetto", probabilmente per l'esistenza di un'antica cappella votiva dedicata a San Rocco, situata probabilmente nei pressi di Via Colleasca.

Il toponimo "Campidoglio" riapparve poi dopo l'abbattimento della cinta daziaria occidentale, dalla seconda metà del XIX secolo circa, quando cominciò a svilupparsi una vera e propria piccola borgata a sé, ricca di artigiani ed operai. L'antico corso Altacomba diventò corso Svizzera, mentre la "strada antica per Collegno" diventò l'attuale via Nicola Fabrizi. Il borgo si ampliò ancora nel XX secolo, con l'avvento di nuovi caseggiati, il teatro cinema Savoia (poi rinominato Astra) di via Rosolino Pilo 6, nuovi palazzi e piccole fabbriche, come la "Ratti & Paramatti" vernici.
Il borgo fu poi riqualificato e ristrutturato agli inizi degli anni novanta ed ancora oggi mantiene un discreto carattere commerciale e residenziale. Caratterizzato da una rete stradale particolarmente fitta, con strade in larga maggioranza a senso unico, e da unità immobiliari di altezza ridotta rispetto alla media dei quartieri circostanti, assume a tratti un’aria pittoresca ed antica.

## Luoghi di interesse

### Chiesa di Sant'Alfonso
A ridosso di Corso Tassoni/Via Cibrario e prospiciente all'Ospedale Maria Vittoria, spicca la maestosa chiesa di Sant'Alfonso Maria de' Liguori. L'edificio fu fortemente voluto nel 1880 dal teologo Domenico Bongioanni, allievo di don Giovanni Bosco.

I cantieri della chiesa partirono sotto la direzione dell'architetto Giuseppe Gallo, che ne disegnò la facciata e la struttura in stile neobarocco. Fu quindi terminata e inaugurata il 26 novembre 1899, alla presenza dell'arcivescovo di Torino Agostino Richelmy, e dedicata a Sant'Alfonso Maria de' Liguori, dottore della Chiesa, come recita anche la scritta sull'elegante facciata S.ALPHONSO DOCTORI S[ANCTAE] E[CCLESIAE]. La facciata inoltre, presenta due colonne in granito che sorreggono un enorme arco. L'ampio sagrato, simile a una vera e propria piazza, porta all'ingresso principale, con sopra la scritta DOMUS DEI ET PORTA COELI (lat. "Casa di Dio e porta del Cielo"). Ancora sopra il timpano della facciata, fu collocata una grande epigrafe in marmo bianco che narra, in latino, le opere del santo, tuttavia sbiadita col passare del tempo e oggi praticamente illeggibile.

La struttura interna della chiesa si apre a pianta ellittica, intorno a cui sono presenti sei cappelle laterali, illuminate da lucernari e decorate con statue di angeli. La grande cupola ellittica, impreziosita da abbondanti decorazioni in stucco, termina con un cupolino, anch'esso ellittico. Le navate laterali furono successivamente arricchite dall'architetto Bartolomeo Delpero. Il retro della chiesa ospita anche un oratorio, due campi sportivi interni, una mensa per i poveri e altre opere di carità, quindi alloggiamenti per i consacrati. Lungo il XX secolo, la struttura divenne un grande punto di riferimento pastorale per la città, al punto che tutto il rione intorno alla chiesa (Via Netro-Via Fiano) fu anch'esso dedicato al santo.

### Sacrario del Martinetto
Si tratta di una piccola area verde di interesse storico, situata in Corso Appio Claudio angolo Corso Svizzera, dietro la centrale elettrica. Il nome deriva dall'antico nome del vicino quartiere di San Donato. Qui, fu poi eretto un tiro a segno nel 1883, ma è nella seconda guerra mondiale che divenne tristemente famoso, come luogo dell'esecuzione di più di sessanta tra partigiani e antifascisti, nel periodo tra il 1943 e il 1944. Nel 1967, l'area fu recintata e fu istituita una commemorazione che ricorda il giorno della fucilazione di otto componenti del primo Comitato militare regionale piemontese nel 1944, mentre ogni 25 aprile viene organizzata una fiaccolata che parte dal vicino quartiere San Donato.

### Villa Arduino
Si tratta di un edificio a ridosso del vicino quartiere Parella, eretto nel 1928 su progetto dell'architetto Paolo Napione per il Cavalier Giuseppe Arduino, già proprietario di altri edifici della zona. Concepito in stile neogotico con presenza di eleganti torrette, fu successivamente arricchito di decorazioni a rievocazione medioevale ed è ben visibile da Corso Lecce 63 (anticamente 108), all'angolo con Via Lessona. 
Una leggenda urbana lo vuole come abitazione dove visse per alcuni anni il celebre Macario, mentre è noto che l'attore viveva invece in centro.

### Museo di Arte Urbana (MAU)
Insieme di opere murarie e altre installazioni artistiche distribuite fra le vie di quello che, spesso, viene anche chiamato il Borgo Vecchio del Campidoglio, ovvero l'area più antica di tutta la zona e fino ad oggi conservata, quella compresa tra via Colleasca, via San Rocchetto, via Locana.
Là dove oggi sorge la cosiddetta "Casa dei maestri" di via Bianzè 19, in passato (1920-1955 circa) abitò, con la sua famiglia di origine, un giovane, Raf Vallone, partigiano, calciatore e famoso attore.

### Teatro Astra
Progettato ed edificato nel 1928-30 da Contardo Bonicelli come Cinema Savoia, prende il nome attuale negli anni Cinquanta. È uno tra i più pregevoli edifici Art-Déco di Torino. Restaurato nel 2006 dall'architetto Agostino Magnaghi, ospita dal 2009 gli spettacoli della stagione Tpe - Teatro Piemonte Europa.

### Case Bocca e Comoglio
Sempre progettate da Contardo Bonicelli nel 1929, sono edifici da reddito di sette piani, realizzati con uno stile mitteleuropeo derivato dall'Art déco, che si affacciano su Corso Francia e via Giacomo Medici. Furono in parte danneggiati dai bombardamenti dell'8 dicembre 1942.

### Altri luoghi
- Il giardino tra corso Svizzera e via Musinè è stato intitolato il giorno 8 giugno 2017 dal Comune di Torino all'ideatore dell'esperanto Ludwik Lejzer Zamenhof[6].
- Le panchine dei giardini di piazza Moncenisio, riqualificati nel corso del 2010, sono state dipinte dall'artista torinese Vito Navolio che ha reso omaggio a dieci grandi maestri dell'arte contemporanea

## Galleria d'immagini

Case Bocca e Comoglio nel 1963. Progetto di Guido Chiarelli per l'illuminazione di via G. Medici
Illuminazione di piazza Bernini con i caratteristici funghi, realizzata da Guido Chiarelli nel 1963
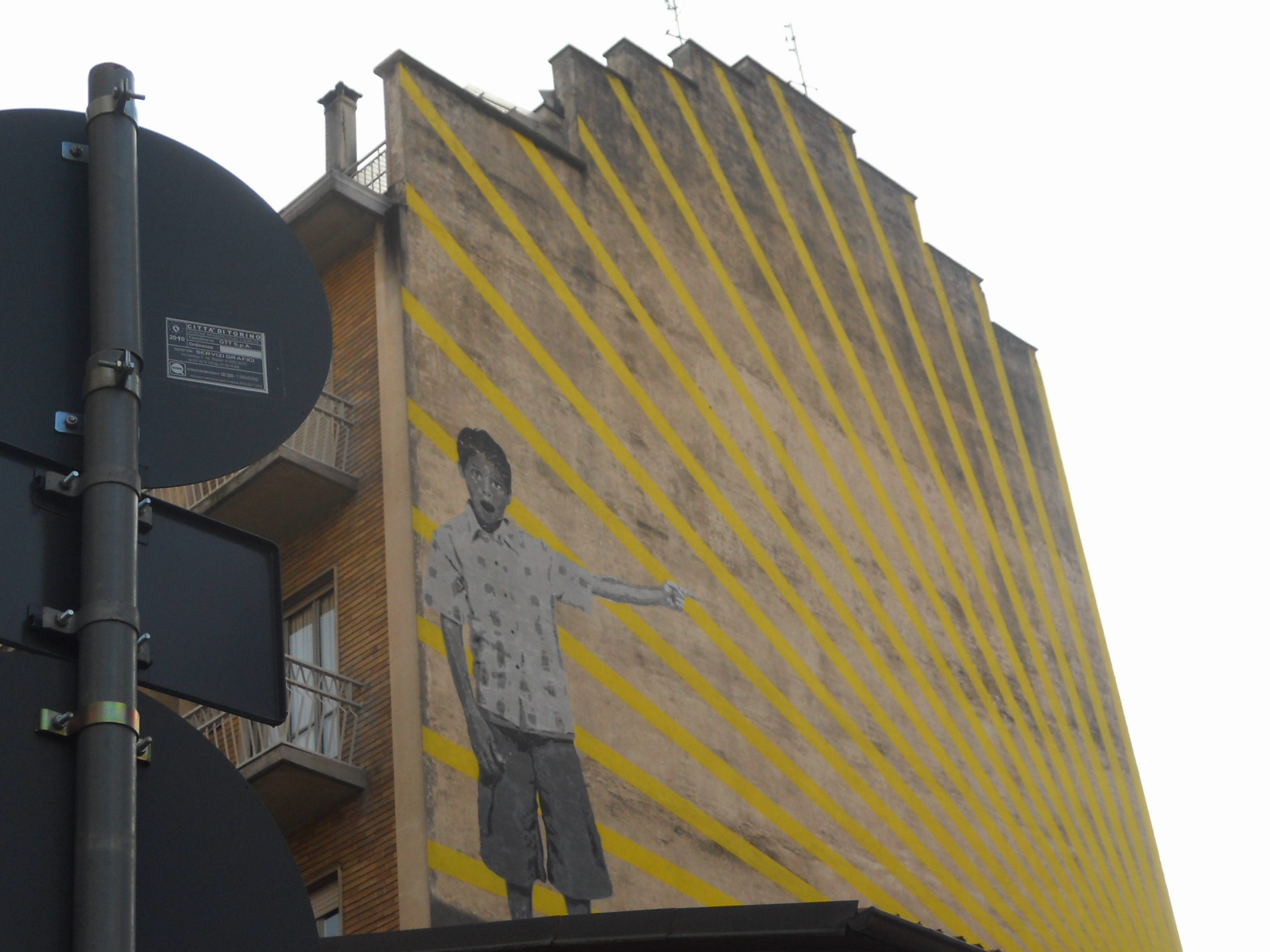
Un'opera del MAU in via Netro
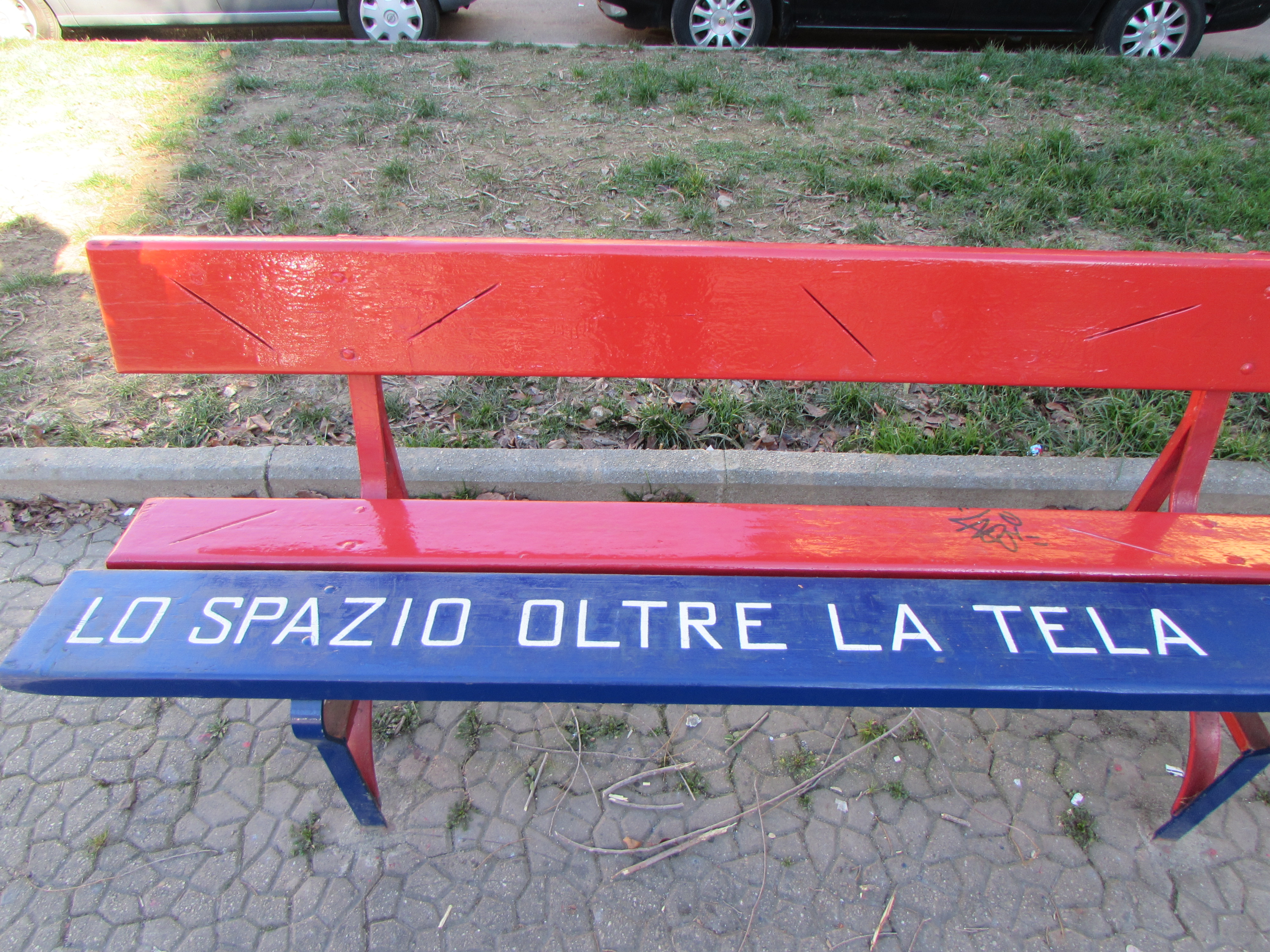
Panchina in Piazza Moncenisio
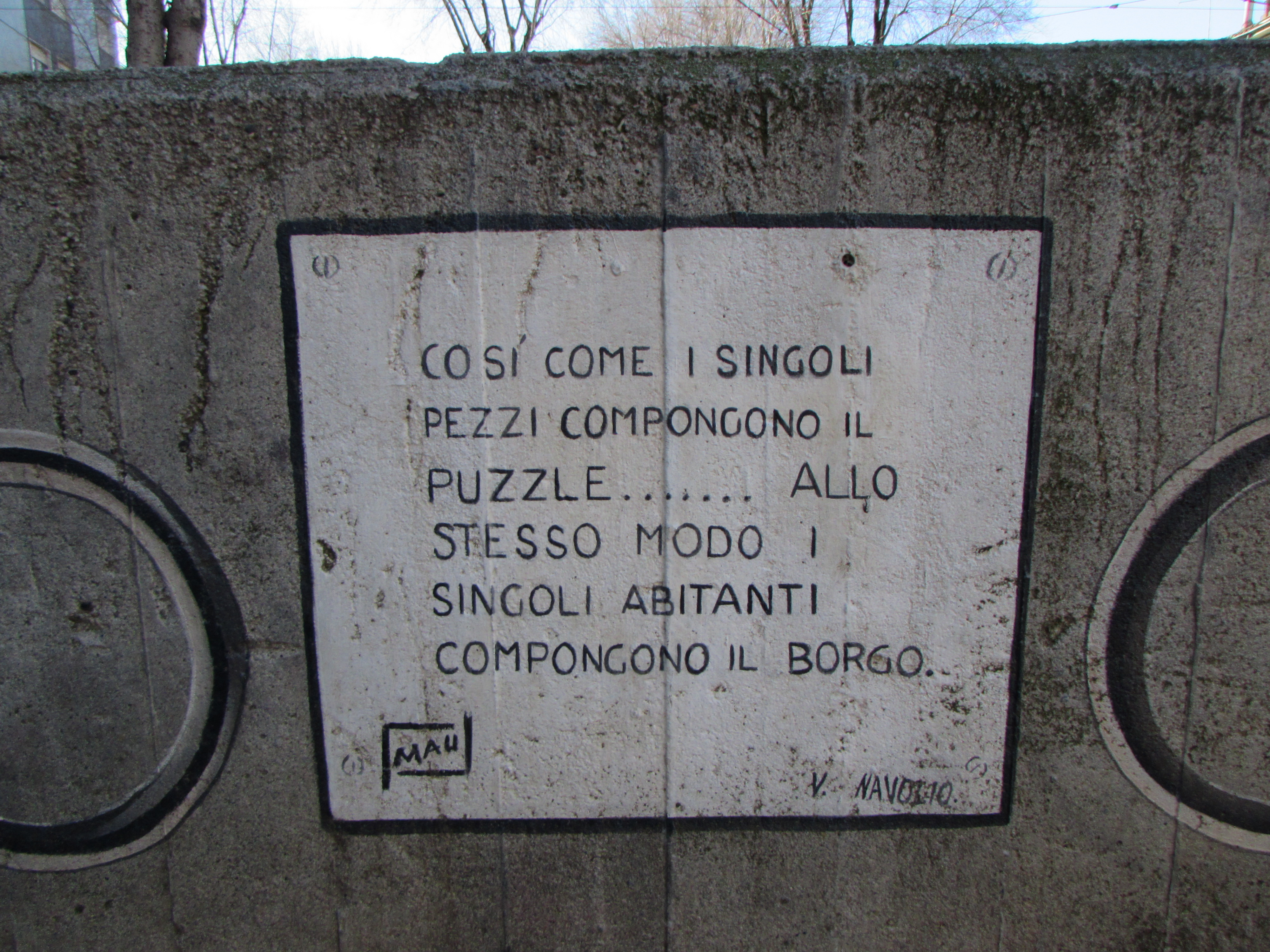
Giardino Piazza Moncenisio
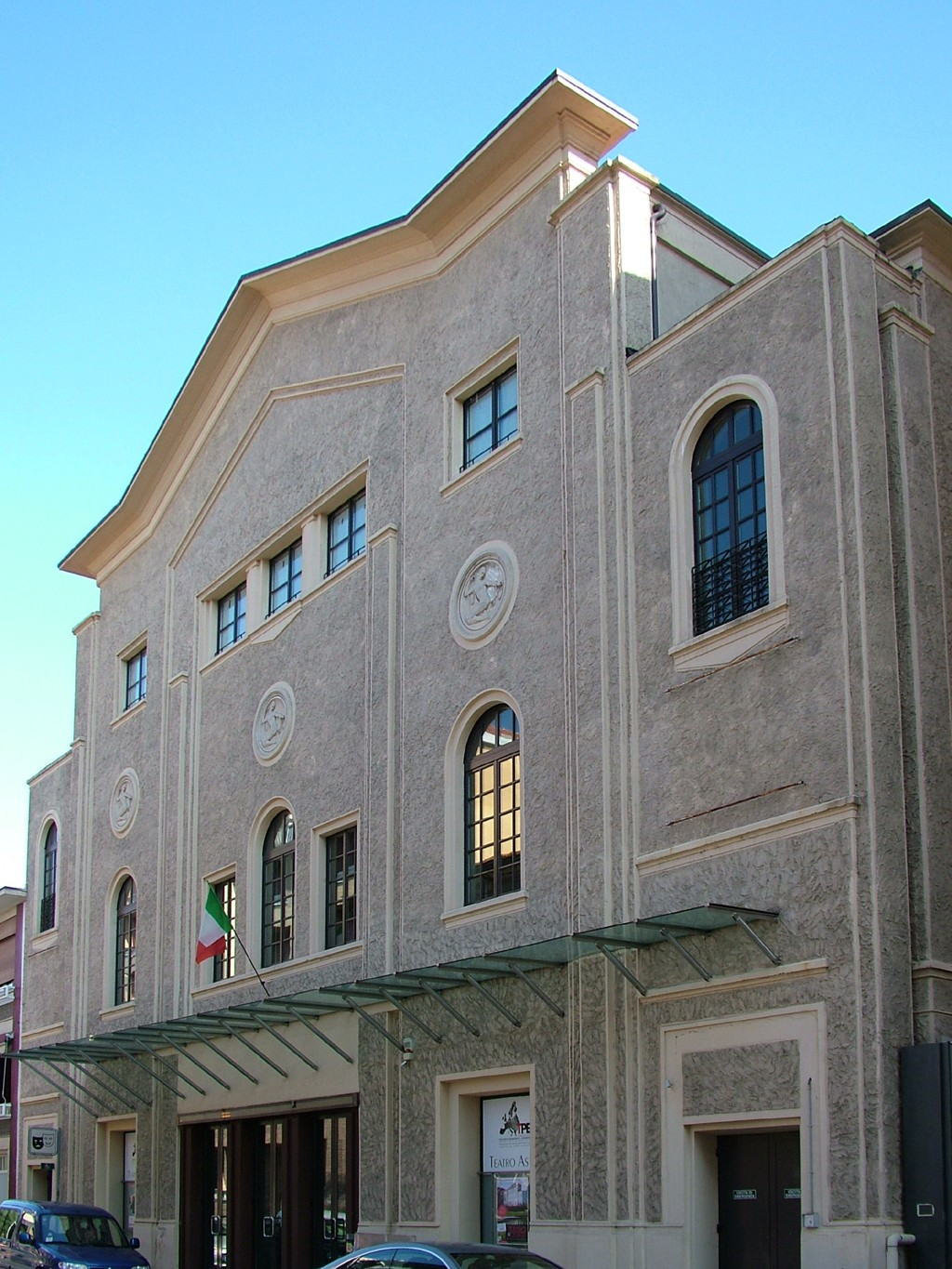
Teatro Astra